# Алтайська Віра Володимирівна
Віра Володимирівна Алтайська (1919—1978) — радянська акторка театру і кіно.

## Жіттєпис
Віра Володимирівна Алтайська народилася в Петрограді. Її прийомним батьком був письменник Костянтин Миколайович Алтайський-Корольов. В кінці 1930-х років переїхала в Москву, де в 1940 році закінчила акторську школу при кіностудії «Мосфільм», після чого працювала в Театрі-студії кіноактора. На кіноекранах дебютувала в 1939 році, а першу велику роль виконала у фільмі «Машенька» в 1942 році.
Алтайська нагороджена медаллю «За доблесну працю у Німецько-радянській війни».
Популярність актрисі принесли негативні ролі в дитячих казках і комедіях — Ніна Павлівна, наречена Петухова («Жених з того світу», 1958), Тітонька-непогодушка («Марія-майстриня», 1959), Анна Шкапідар («Євдокія», 1961), Асирк («Королівство кривих дзеркал», 1963), Стара («Морозко», 1964), Старенька-веселушка («Варвара-краса, довга коса», 1969), Кухарочка («Золоті роги», 1972) і ін.
Крім цього, актриса з'явилася у фільмах «Це було в Донбасі» (1945) — Маруся; «Земля і люди» (1955) — Матильда; «Вогонь, вода і… мідні труби» (1967) — дочка Баби Яги та багатьох інших.

## Фільмографія
- 1946 — «Звільнена земля» — Танька
- 1966 — «Анетта» — Анетта
- 1966 — «Сіра хвороба» — медсестра
- 1975 — «Гаспароне» — Зиновія